# テレバイダー
テレバイダー（TELEVIDER）は、かつて東京MXテレビで毎週土曜22:00-23:00に放送されていた情報バラエティ番組である。
本記事では、BS11デジタルにて2008年から不定期放送されている同趣旨の番組、「テレブリッド」および制作会社「テレバイダー・エンタテインメント」についても述べる。

## 概要
番組タイトルはTELEVISION（テレビジョン）とPROVIDER（プロバイダー）の造語。
2001年7月7日、金剛地武志をアンカーマンに起用し、ニュース形式のバラエティ番組として当初1クール（3ヶ月）の期間限定で放送開始。生放送と東京ローカル局の特性を生かして他民放キー局の裏番組速報を挿入するなど、個性的な内容が評判を呼び、期間終了後もレギュラー番組として存続した。
ニュース番組の体裁を取りつつも、時事に対して斜めに見た報道姿勢や、金剛地のキャラクター、出演者同士のシュールなやりとり、意味不明のランキングなどでマニアックな人気を獲得。2002年12月31日から2003年1月1日にかけて放送された「テレバイダー年越しスペシャル・まだ持ってたの？煩悩。」を最後に終了した。
放送時間中にBBSやチャットを開設しリアルタイムで出演者とやりとりが可能であったり、放送原稿をウェブ上で公開するなどのインターネットを利用した試みが多数行われた。
2008年1月4日には、BS11デジタルにおいて、2008年版テレバイダー「大人の自由時間新春スペシャル　テレブリッド」が放送され、第2弾は2008年5月30日に放送。第3弾は2008年7月25日に放送。第4弾が2008年9月26日放送された。
2011年1月29日テレバイダーのコーナーのひとつである「裏番組速報」を中心にしたインターネット番組「ニコ速60!～全国のテレビを見ながら生速報～powered by テレバイダー」をニコニコ生放送にて不定期生配信していた。2011年8月21日の生配信にて、企画を同日で最終回（打ち切り）とすることが明かされた。
尚、テレバイダー終了後からテレブリッドの放送までの間に、正式な後継番組ではないものの“よく似た番組”としてインターネット上において『イグザンプラー』が放送された。
裏番組速報、査定シリーズなどテレバイダーの一部コーナーを引き継ぎつつ、金剛地自身がBBSの書き込みに応えるなど独自の取り組みも見られた。詳しくはイグザンプラーを参照。

## 『テレバイダー』と『テレブリッド』の違い
番組タイトルの由来はTELEVISION（テレビジョン）とHYBRID（ハイブリッド)の造語。基本的に番組内容および公式サイトデザインは『テレバイダー』を踏襲した形となっている。
しかし、放送局がMXTVからBS11デジタルに変更され全国で視聴可能となった。さらにハイビジョン制作となったことから、『テレブリッド』第1回の放送では4:3画面で見ている人には楽しめない企画を放送するなどしていた。第1回目はVTRのみ両サイドにパネルが貼られていたが、第2回目からはVTRもハイビジョン化された。また、ナレーションが『テレバイダー』のときは当時MXTVのアナウンサーの坂本知子が担当していたが、当然『テレブリッド』ではナレーターが変更されており、第1弾は声優の藤井千夏が、第2弾以降は清野茂樹が担当している。
テレバイダー時代のファンがテレブリッドの放送を知る事があまりなく、コアな物好きによる視聴者が着いたが4回の放送で終了した。

## 基本方針
数字は正義である
あらゆる情報を数値化。「数字の中に真実が見える」というが、かなりナンセンスなデータばかり取り上げていた。
東京情報が日本のオピニオン
ネット地域であった栃木を「南東北」（本来は北関東に分類される）、東京タワーに登ったことがある人を「非東京人」（東京タワーに登るのはお上りさんで東京人は登らないから）、インタビューで少しでも関西訛りを見せたものには「所詮関西人」と関西人を徹底的にバカにし、正月には東京で海から上がる初日の出を拝めないのは千葉が邪魔をしている（犬吠埼よりも南鳥島の方が早く初日の出を拝めるとし、「所詮虎の威を借る千葉」と冷酷な表現）と徹底した東京至上主義。
情報は全人類で共有すべきものである
インターネットを通じ全世界に情報を発信。放送中、サイトのBBS・チャットにBBS担当のアイドルがリアルタイムでレスポンスをしたり、WEBカメラで放送中の出演者の様子を配信するなど、当時としては画期的な内容であった。

## コーナー
テレブリッドでも引き続き行っているコーナーは「☆」と表記する。
つかみのコーナー
アンカーマンである金剛地によるオープニングトーク
テレビに関する情報☆
裏番組速報☆
番組中随時挿入される、裏番組の状況報告。当時の裏番組であった2時間サスペンスドラマや音楽バラエティなどの番組の状況が報告される。重大な番組内の動きよりも、大半がどうでもいい内容に終始していた。放送終了の直前には、ブロードキャスターの司会・福留功男のテレビに映った時間を計測して、福留氏夫人に報告する形式で「福留キャスターの労働時間」を伝えるのがお決まりになっていた。大晦日SPでは坂本知子が副音声で108つ速報を担当。
今週の笑っていいとも（字幕では「タモリの番組」）☆
サングラスが映った映像をバックに、その週のテレフォンショッキングに出演したゲストの名前のテロップが表示され、根も葉もないでたらめなエピソードを紹介する。
今週の「彼女の部屋」（字幕では「徹子の番組」）☆
タマネギの映像をバックに、その週の徹子の部屋に出演したゲストの名前のテロップが表示され、根も葉もないでたらめなエピソードを紹介する。
エンタメランキング&テレバイダー独自ランキング☆
洋楽、邦楽、映画の各ランキングと、そこで紹介された作品にちなんだ、どうでもいい独自のランキングが発表される。
経済のコーナー
経済のニュースを一つ取り上げ、軽い皮肉を織り交ぜつつ紹介し、ナンセンスな論評を行う。
消費税計算のコーナー
街頭インタビュー形式。東京人に「スマートに暗算」してもらうため、数百円程度の外税表示の商品を提示し、消費税込みではいくらになるかをその場で答えさせる。正解なら「優良納税者」とテロップとナレーションが入るが、正解より高い答えには「超過納税」、低い答えには「脱税」、答えられなかった場合は「未納」、正解不正解に関係なく回答者が関西弁だと「関西人」と、容赦ないツッコミが入る。また計算問題出題前に質問が入ることがあり、そこで「東京タワーに登ったことがある」などの答えをすると「非東京人」にされてしまう。
政治のコーナー
政治のニュースを一つ取り上げ、軽い皮肉を織り交ぜつつ紹介し、ナンセンスな論評を行う。
今週の石原都知事ベストアンサー　
定例記者会見での発言（主に記者とのやりとり）をピックアップ。ある回から突然打ち切られた。
世界のコーナー
国際ニュースを一つ取り上げ、軽い皮肉を織り交ぜつつ紹介し、ナンセンスな論評を行う。
アートコーナー☆
キヤノンとのタイアップ。新鋭アーティストによるテレバイダーに関した作品を紹介。
特集☆
金剛地によるロケ・レポート。内容自体は一般的な報道番組と大差はないが、金剛地がナレーションでいじられ、VTR明けにアンカーウーマンたちから取材について徹底的に酷評されていじけるのが定番。
似て非なるもの☆
寺田と山田がにらみ合い、罵りあいながら似た物を比較。最終回で復活。テレブリッドでは通常通り行われている。
トップダウン
「似て非なるもの」の後続。「人口1人当たりの公園面積」といった東京23区のくらしデータをランキングして、1位（「トップ」）と23位（「ダウン」）の区長にインタビューを申し込む。多くが取材拒否や文書のみの解答であったが、稀に取材に応じる区長もいた。
ワンス・アポン・ア・タイム
「トップダウン」の後続。ある年号を取り上げて、街ゆく人に、その年に何をしていたかを尋ねる。
東京区域査定
「ワンス-」の後続。毎回五十音順に東京23区のうち1区を取り上げ、生活に密着したデータと独自の視点で査定し得点化してランク付け。最終回では「栃木区域（宇都宮市）」も査定された。尚、最終回で残った区をまとめて放送したために十分取り上げることができなかった区に関しては『イグザンプラー』で新・区域査定として放送。
天気予報☆
まず在京キー局各局の夕方のニュースの天気予報を紹介し、アンカーウーマンがそれらに対抗して天気予報と全く関係のないデータを用いてこじ付けで天気予報を行う。民放が外れて番組独自予報が的中するという奇跡を起した回もあったが、大半ははずれた。番組後期では、天気予報とタイアップ商品を同時に紹介する「タイアップ天気予報」に変更された。テレブリッドでは実際に気象予報士の資格を持っている山田が伝えるが他の出演者と口論になり最終的には実際の天気予報を伝えるのがお決まりのパターン。
とちぎテレビの飛び降り
コーナーではないが、天気予報後に入るCMからとちぎテレビは別番組になってしまうため、CM前に金剛地がとちぎテレビ視聴者に別れを告げる。その際金剛地がインチキ栃木弁で、「南東北の皆様」に栃木が田舎或いは（東京よりは）寒冷地であることをからかう内容のコメントをする。一度だけ金剛地が「前回誤って栃木を南関東と言ってしまった」として、謝罪し「南東北」と訂正した回がある。
占いのコーナー☆
最後のコーナー。色々な雑誌に掲載されている12星座占いの「ラッキーアイテム」のみを羅列して伝え、結果として何を持てばいいのかを伝える。ギョーザとハンカチなど、当然意味不明であったりおよそ存在しないものであったりする。
朝まで生テレビ! FAX募集
テレブリッドから始まったコーナー。編成される時間が最終週の金曜日が多いため同じく最終週の金曜日深夜にテレビ朝日にて放送されている「朝まで生テレビ」に意見を出したいけど時間が深いため出せない人ためにFAXを募集しFAXをしてもらおうという企画。送られたFAXは責任をもって朝まで生テレビにFAXを送っているとのこと。
今コレ見てるのフーアーユー
テレブリッドから始まったコーナー。携帯電話を使って視聴者にアンケートをする。テレブリッド第2弾から行っている。第2弾、第3弾は企業呼びアンケート結果でテレブリッドのスポンサーなってもらおうということで。司会は清野茂樹がやっており。金剛地、寺田、山田は出演しておらず独立したコーナーだったが。第4弾は企業を呼ばず、テーマを設け金剛地、寺田、山田も出演した。再放送時はカットされ、視聴者からはスタッフの無駄な笑い声が耳に付き、時間埋めで内輪受けのコーナーであると批判される。公式サイト上でも無いものとされている。

## その他
アンカーウーマンの降板
番組進行中の金剛地を遮り突然退席、テレコムセンター玄関前からタクシーに乗り込むのがお約束となっている。BGMはエルヴィス・コステロの“She”。
山田玲奈 "自称"パリリポート
東京タワーをエッフェル塔、目黒川をセーヌ川と言い張った伝説のリポート。ロケ地は東京。

## 出演者
- アンカーマン
  - 金剛地武志（愛称：メガネ、中年メガネ、七三メガネダンディズム）※テレブリッドにも出演
- アンカーウーマン
  - 寺田椿（2001年7月7日～2003年1月1日）※テレブリッドにも出演
  - 山田玲奈（2001年7月7日～2002年3月30日 / 2003年1月1日）※テレブリッドにも出演
  - 高橋リナ（2002年4月6日～2002年6月29日）
  - 津島亜由子（2002年7月6日～2003年1月1日）
- 番組ナレーション
  - 坂本知子
- BBS担当（番組放送中にBBS・チャットを週代わりで担当する）
  - 佐藤ゆりな・朝倉香乃・いとうあいこ・肘井美佳・杉原あんり・河合ふゆみ
- ゲスト
  - 坂本ちゃん（お笑い芸人） - 初回の特集「30代の大学生」に関連して。
  - 三宅恵介（フジテレビ）
  - 畑中秀哉（ニッポン放送記者、都庁担当）
  - 原田大二郎（俳優） - 「テレフォンショッキング」「徹子の部屋」同日出演時。
  - 蟹瀬誠一（ジャーナリスト） - 愛称：カニさん。
  - 篠田和之（フリーアナウンサー） - 年越しSP カウントダウン担当、録画出演。
  - 武居康仁（テレビ朝日） - 「武居ちゃん」と呼ばれ、しばしばVTR出演。

## スタッフ

### テレバイダー
- 演出：前原篤
- 構成：パブロフ（大桶真・天明晃太郎・相沢直）
- イラストレーター：白根ゆたんぽ
- スタイリスト：長谷川しのぶ
- ヘアメイク：河西幸司（アッパークラスト）
- 制作：ザ・ワークス

### 大人の自由時間新春スペシャル　テレブリッド
- ナレーター：藤井千夏
- 構成：大桶真、天明晃太郎、相沢スナオ、ヨシノビズム
- CG：白根ゆたんぽ、小宮山秀明（TGB design.）、ヨシマルシン、佐藤一朗（ホームラン）、斉藤トモヲ、浅見裕二
- 総合プロデューサー：鈴木哲夫（BS11デジタル）
- 企画・制作：株式会社 テレバイダー・エンタテインメント
- 制作著作：日本BS放送

## 放送時間
- 東京MXテレビ（制作局）
  - 土曜　22:00〜23:00
- とちぎテレビ（2002年4月以降）
  - 土曜　22:00〜22:55

### 年越しスペシャル
どちらもタイトルは「テレバイダー年越しスペシャル・まだ持ってたの? 煩悩。」
- 2001～2002　22:00～0:15(23:00～15 中断「TCKダイジェスト」)
- 2002～2003　23:15～0:45(とちぎテレビでもネット)

※テレコムセンター1Fロビーに観覧者を集め、生放送した。

## テレバイダー・エンタテインメント
テレバイダー放送終了後、金剛地武志を継続起用し、鈴木タイムラーシリーズ、インターネット放送局CTVN、その後テレビ神奈川にてイグザンプラーTV、イグザンプラードラマなどの放送後、これらの番組制作に関わっていたザ・ワークスとドリマックス・テレビジョン(現:TBSスパークル)のスタッフが中心となり、株式会社テレバイダー・エンタテインメントが設立される。しばらくはテレビ神奈川での放送が中心で、テレブリッドの放送はBS11であったが、『バナナ炎』は企画名義で「テレバイダー・エンタテインメント」がクレジットされており、テレバイダー以降出演者は異なるが再び東京MXテレビで放送される。

### 制作番組
- バナナ炎
- SMJ 全日本スキマ音楽
- 全日本スキマミュージックTV
- ニコ速60!〜全国のテレビを見ながら生速報〜powered by テレバイダー
- 花のズボラ飯
- 西遊記外伝 モンキーパーマ
- 有吉弘行の脱ぬるま湯大作戦

### 制作協力
- リンカーン (テレビ番組)
- 人志松本のすべらない話
- キングオブコント
- 史上空前!! 笑いの祭典 ザ・ドリームマッチ
- TBS格闘技
  - K-1 WORLD MAX
  - DREAM
  - Dynamite!! 〜勇気のチカラ〜
- I Survived a Japanese Game Show
- 時間がある人しか出れないTV
- ダウンタウンのガキの使いやあらへんで!大晦日特番 絶対に笑ってはいけないアメリカンポリス24時!
- ラストアイドル サードシーズン（2018年4月15日 -）
- 週刊さんまとマツコ